# ماسیمو کریپا
ماسیمو کریپا (به ایتالیایی: Massimo Crippa) بازیکن فوتبال و اهل ایتالیا است که از سال ۱۹۸۸ میلادی عضو تیم ملی فوتبال ایتالیا بوده و در ۱۷ بازی ملی حضور داشته‌است. او در بازی‌های ملی‌اش ۱ گل به ثمر رساند.
ماسیمو کریپا آخرین بازی ملی خود را در سال ۱۹۹۶ میلادی انجام داد.